# Rambla (geomorfología)

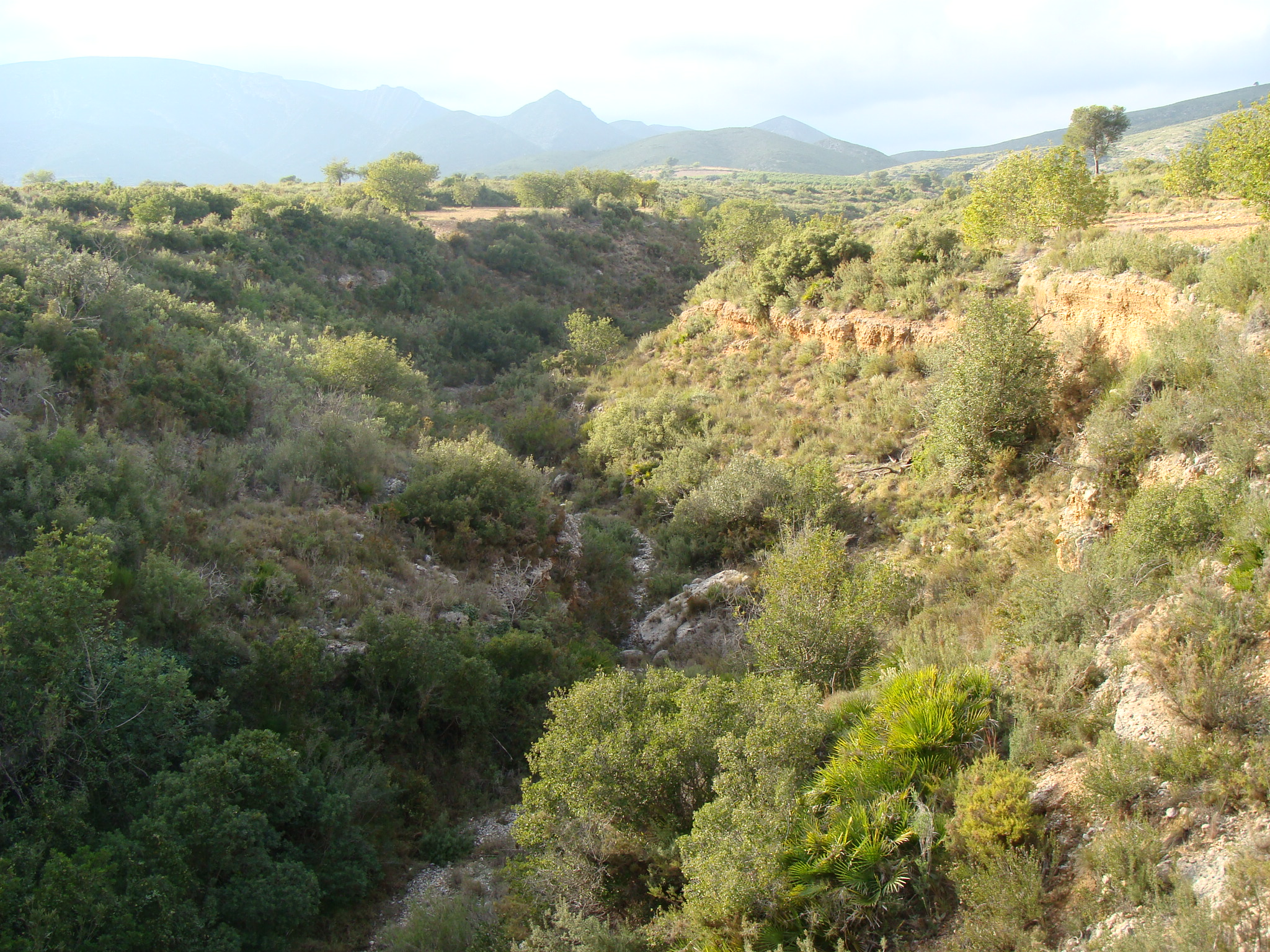
Rambla de La Colaita procedente de la sierra del Caballón (visible a la izquierda en la imagen) en el término municipal de Catadau (Valencia).

Rambla es el término con el que se conoce en España, especialmente en su parte oriental, a un barranco, es decir, un cauce (excavado por el agua de escorrentía superficial concentrada) con caudal solo temporal u ocasional debido a las lluvias. Que el caudal sea temporal u ocasional, es decir, solo cuando se producen lluvias (torrente), es lo que lo diferencia de un río u otro tipo de corriente permanente. 
Es un término de origen árabe (del árabe رملة ramla, ‘arenal’) que ha trascendido a idiomas como el castellano y el inglés y que, a su vez, ha dado origen a términos como arramblar (también arramplar) y arramblaje, vocablos equivalentes a los de arrasar o erosionar por un lado o cubrir y depositar arena, grava y otros tipos de sedimentos en una superficie con cierta pendiente, algo que resulta típico en las áreas avenadas por las ramblas. A su vez, estas acumulaciones son fácilmente atacadas por la erosión de las nuevas crecidas producto de las lluvias, por ser sedimentos poco consolidados. Otra característica de las ramblas o torrentes es su fuerte pendiente y escasa longitud, lo que las diferencia de los ríos, aunque casi siempre (sobre todo en regiones de clima mediterráneo), los ríos suelen recoger en el curso alto una serie de ramblas cuya confluencia forma el río propiamente dicho.
Sin embargo, en algunas ocasiones se aplica excepcionalmente este término como sinónimo a verdaderos ríos con caudal permanente, como es el caso del río Magro (o Rambla de Algemesí), en la provincia de Valencia (España).

## Geomorfología

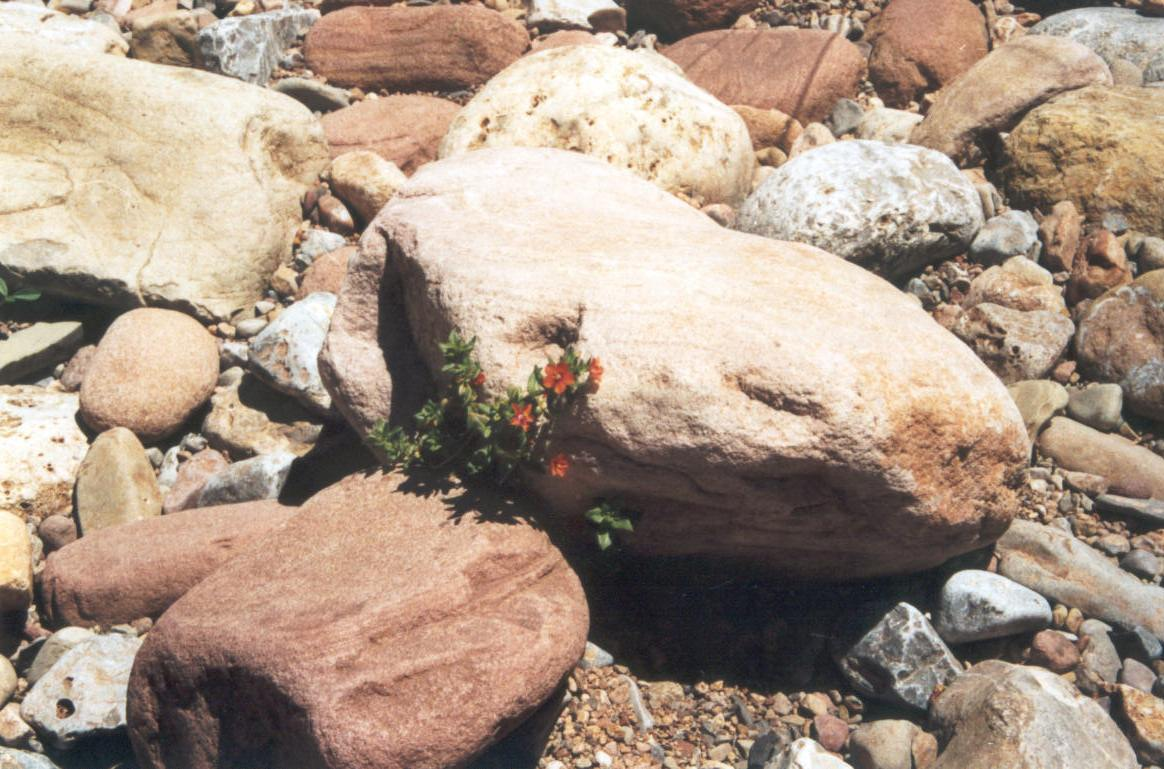
Una planta crece en el cauce seco de la rambla o barranco de Olocau, (Valencia), aprovechando la humedad retenida por los bloques y la grava.

Las ramblas son cauces con regímenes torrenciales, presentes en climas áridos o subáridos, con precipitaciones escasas e irregularmente distribuidas, que pueden ser episódicamente intensas. Bajo clima mediterráneo seco o subdesértico pueden ser el único tipo de cauce autóctono. Tienen perfil en forma de artesa, con las vertientes escarpadas y el lecho de fondo plano.
Se forman y mantienen por el escurrimiento concentrado de las aguas durante lluvias episódicas intensas, que es capaz de arrastrar gran cantidad de sedimentos de granulometría gruesa, que abandona al disminuir su pendiente y,  en consecuencia, su velocidad. La aparente desproporción entre la gran anchura del cauce, lleno de un gran volumen de material grueso y la escasez o ausencia de caudal se debe a que durante los escasos episodios de crecida no hay energía suficiente para arrastrar todo el material arrancado en las cabeceras, de forma similar a lo que sucede en los torrentes al pie de las grandes cordilleras montañosas. Los ríos anastomosados tienen un cauce de grandes dimensiones pero con pequeños canales separados por las islas alargadas formadas por los aluviones (bloques, cantos rodados, grava). El hecho de llevar siempre agua es el rasgo que diferencia a este tipo de ríos de las ramblas.
Es la existencia de un cauce tan amplio con relación a su longitud, una característica de las ramblas que puede también verse en algunos ríos de régimen torrencial. Las ramblas tienen en ocasiones una gran capacidad de transporte (competencia) por lo que es muy frecuente la existencia de grandes bloques, cantos rodados, gravas y arena, formando un conjunto muy heterogéneo de rocas de procedencia diversa.

## Uso en la toponimia

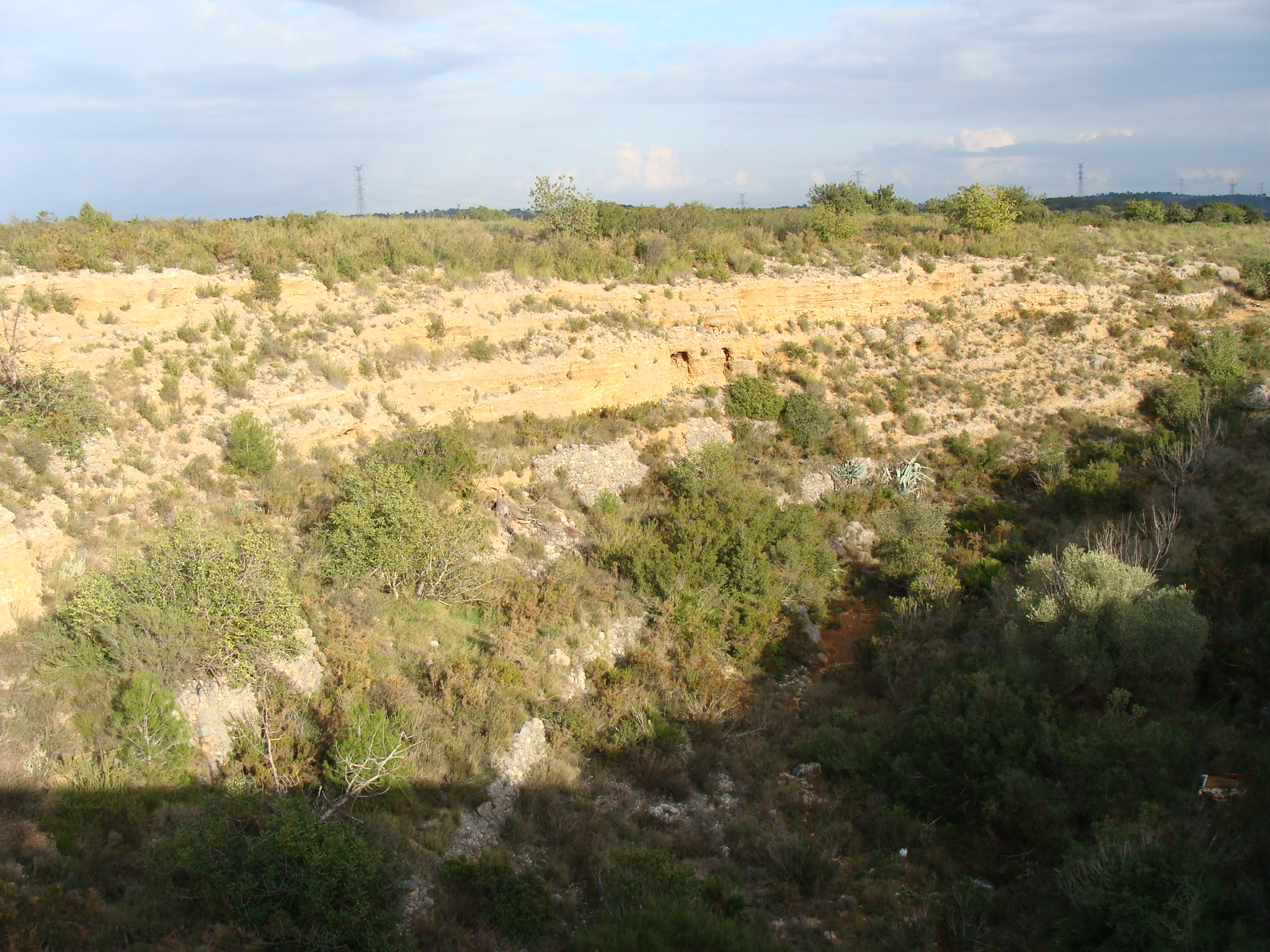
En esta imagen, tomada desde el puente del camino a La Colaita pueden verse los estratos de greda, caliza y marga sobre los que se ha encajado una rambla. Y también pueden verse en el centro de la imagen algunos trabajos de conservación del cauce hechos por los propios agricultores que han construido muros de caliza gris, con el fin de limitar la erosión en el propio cauce.

En la península ibérica es muy frecuente el uso de «Rambla» en la toponimia; está extendido por casi todas las regiones en las que la influencia de la población musulmana resultó más intensa, no solo para nombrar cauces sino también localidades o parajes, por ejemplo, La Rambla en Córdoba, Rambla de Algemesí en Valencia, Rambla de la Viuda en Castellón, Rambla de las Ovejas en Alicante, Rambla Nogalte en Murcia, Rambla de Morales en Almería, etc. Es corriente cierta confusión o solapamiento entre ramblas propiamente dichas y ríos con poco caudal. Se puede citar como ejemplo, en la obra de Antonio José de Cavanilles sobre el Reino de Valencia, el nombre de Rambla de Algemesí referido al río Magro.
Las ramblas suelen tener cauces prácticamente secos durante todo el año, por lo que su flora y fauna suelen ser bastante escasas. Algunas plantas aprovechan la presencia de humedad o corrientes bajo la superficie, como la adelfa o baladre, el sauzgatillo y la sarga.
La ocupación humana de ramblas y barrancos ocasiona daños y graves percances en aquellos casos en los que no se toma en cuenta la posibilidad de unas avenidas o crecientes súbitas o no se realizan previamente aquellos trabajos requeridos para minimizar o evitar los efectos nocivos de las inundaciones. En el cuadro se muestran algunos ejemplos del problema de las inundaciones en las ramblas.
| Rambla              | m³/s  | Fecha | Lugar del aforo                  |
| ------------------- | ----- | ----- | -------------------------------- |
| Nogalte             | 1.974 | 1973  | Puerto Lumbreras, Murcia, España |
| Ovejas              | 400   | 1982  | Alicante, España                 |
| Viuda               | 1.500 | 1962  | Castellón, España                |
| Poyo                | 2.280 | 2024  | Valencia, España                 |
| (Fuente:20 Minutos) |       |       |                                  |

Y estas observaciones pueden hacerse extensivas a muchos ríos. Se suelen instalar cultivos, chalets o    casetas de campo, lugares de acampada o aparcamientos de vehículos. En caso de tormenta, el agua que baja por la rambla puede arrastrar edificaciones, vehículos y personas. El ejemplo de las inundaciones en el estado La Guaira, en diciembre de 1999, es muy significativo para ilustrar el poder destructivo de las aguas torrenciales de las ramblas, torrentes o quebradas, siendo este último nombre el que se usa con mayor frecuencia en varios países de Latinoamérica.
A veces, las poblaciones han ido creciendo a los lados de una rambla, que se ha convertido en la calle principal, después de canalizarlas y cubrirlas. En Barcelona capital, La Rambla es quizá su avenida más conocida. También en la ciudad de Alicante una de las principales avenidas del centro se llama Rambla de Méndez Núñez y está sobre la antigua rambla de Canicia. En Tarragona se puede señalar el mismo ejemplo con la Rambla Nova o en Almería con su Rambla de Federico García Lorca, sobre la rambla de Belén. De manera similar sucede en Argentina y Uruguay.

## Importancia económica

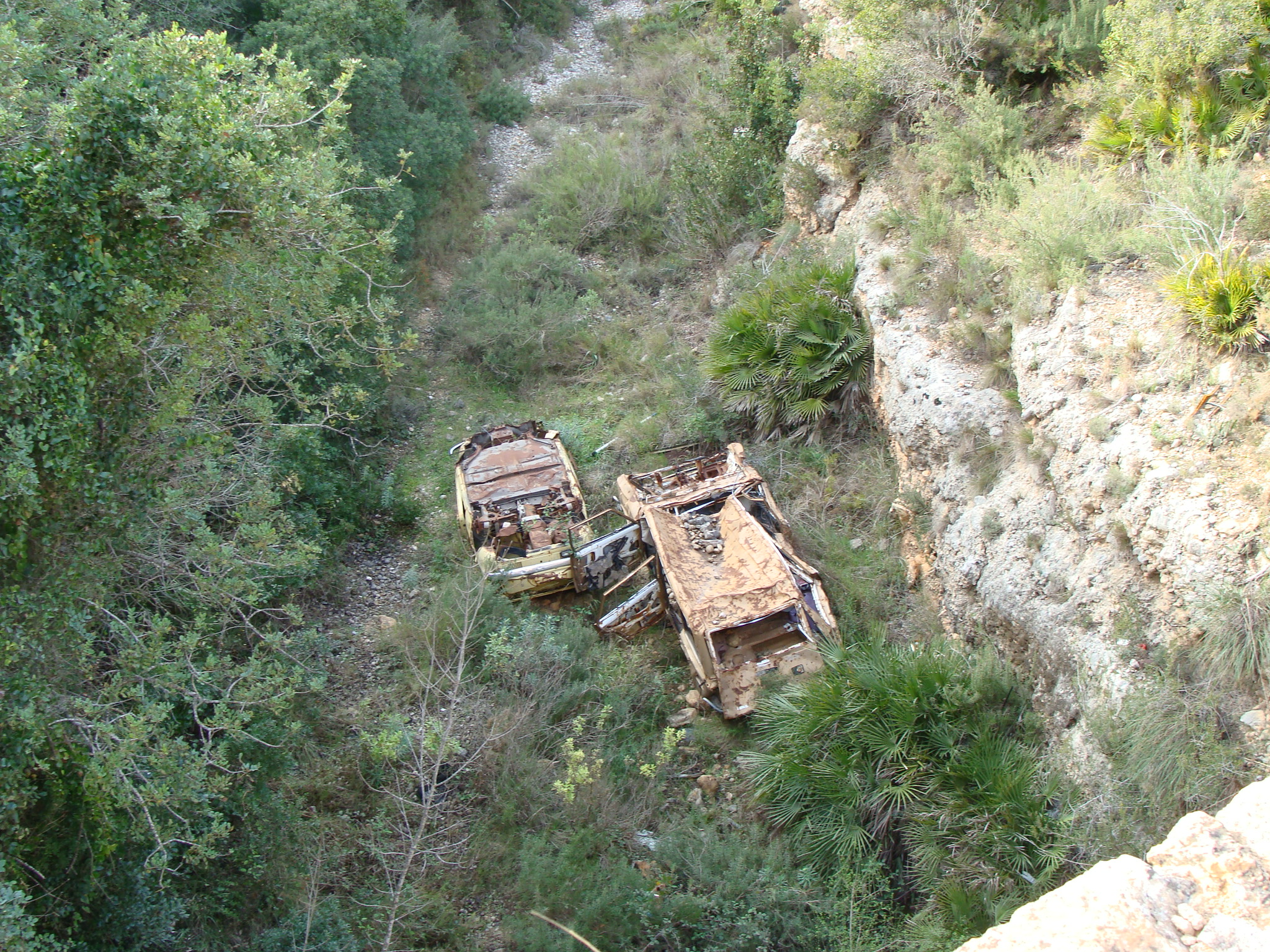
Puede verse en el cauce de la Rambla de La Colaita, en la cuenca hidrográfica del río Magro, la chatarra de dos vehículos, lo que pone de manifiesto un uso no muy favorable desde el punto de vista ecológico de dicho cauce.

Las ramblas pueden abrir cauces que, en algunos casos, pueden convertirse en rutas naturales abiertas en el relieve. Sucede esto con mayor frecuencia en los climas mucho más áridos que en las zonas de clima mediterráneo, en aquellos lugares en los que en épocas más lluviosas del pasado se abrieron profundos desfiladeros o cauces que posteriormente permanecieron secos o con poco caudal durante miles de años. Es un hecho bastante frecuente en el Oeste de los Estados Unidos, en muchas zonas de África y de Asia. El ejemplo de la ciudad de Petra (Jordania) resulta un caso ejemplar en este sentido. En España, hay bastantes ejemplos de caminos y vías de comunicación que usan los desfiladeros y valles abiertos por las ramblas aunque la mayoría de ellas se emplean como camino de ganados salvo en los casos en que resultan demasiado angostas, por ejemplo, el barranco del Infierno que desemboca directamente en el Segre, o el barranco de la Maimona en Montanejos (Castellón).
En la rambla de la Viuda (también en Castellón), se emplea su cauce amplio como reservorio o represa en la presa de María Cristina, que se utiliza para embalsar, no solo las aguas de la propia rambla (que son escasas) sino las del río Montanejos. También se usan para obtener grava, arena y cantos rodados para la construcción. Por regla general, las ramblas tienen cauces muy desproporcionados con el caudal escaso y esporádico que llevan. Sin embargo, esta cualidad resulta una enorme ventaja cuando se presentan lluvias extraordinariamente copiosas, ya que sirven de drenaje natural para la mayor parte de las aguas. En los casos extremos de lluvias torrenciales, las crecidas se denominan inundaciones relámpago que pueden causar grandes daños y pérdida de vidas humanas. Los agricultores y la población en general, deben tener mucho cuidado con el uso de las ramblas con fines agrícolas o urbanísticos ya que son, por sus propias características, zonas de riesgo ambiental permanente en muchos casos.